# Kleerup
Andreas Kleerup (művésznevén Kleerup) (1979. április 2. –) svéd zenei producer és dobos. Az első dal, amit egy svéd énekesnőnek, Robynnak írt, első helyezett lett az angliai listákon, "With Every Heartbeat" címmel. Ezután kiadott egy albumot is, Kleerup címmel.
Írója és producere is volt a "Lay Me Down" című dalnak, amit Cyndi Laupernek írt a 2008-ban megjelenő albumára, a Bring Ya to the Brink-ra. Ennek az instrumentális változata megtalálható az albumon is "Thank You for Nothing" címmel.

## Albumok
- 2008 Kleerup

### EPs
- 2009 Hello Holla EP
- 2009 Lead Singer Syndrome (with Markus Krunegård)

### Dalok
| Év   | Dal                                                | Listás Helyezés | Listás Helyezés | Listás Helyezés    |
| Év   | Dal                                                | Svédország      | Dánia           | Egyesült Királyság |
| ---- | -------------------------------------------------- | --------------- | --------------- | ------------------ |
| 2005 | "Medication"                                       | —               | —               | —                  |
| 2007 | "With Every Heartbeat" with Robyn                  | 18              | 7               | 1                  |
| 2008 | "Longing for Lullabies" with Titiyo                | 7               | 10              | —                  |
| 2008 | "3AM" with Marit Bergman                           | 35              | —               | —                  |
| 2008 | "Forever" with Neneh Cherry                        | 56 1            | —               | —                  |
| 2009 | "I Don't Want You In My Life" with Nicholas Strunk | —               | —               | —                  |